# Arthez-de-Béarn
Pour les articles homonymes, voir Arthez et Béarn (homonymie).
Arthez-de-Béarn est une commune française, située dans le département des Pyrénées-Atlantiques en région Nouvelle-Aquitaine.

## Géographie

### Localisation
La commune d'Arthez-de-Béarn se trouve dans le département des Pyrénées-Atlantiques, en région Nouvelle-Aquitaine.
Elle se situe à 40 km par la route de Pau, préfecture du département, et à 13 km d'Artix, bureau centralisateur du canton d'Artix et Pays de Soubestre dont dépend la commune depuis 2015 pour les élections départementales. 
La commune fait en outre partie du bassin de vie d'Artix.
Les communes les plus proches sont : 
Castillon (3,2 km), Urdès (3,2 km), Mont (4,5 km), Mesplède (4,8 km), Doazon (5,3 km), Argagnon (5,5 km), Lacq (5,8 km), Hagetaubin (6,1 km).
Sur le plan historique et culturel, Arthez-de-Béarn fait partie de la province du Béarn, qui fut également un État et qui présente une unité historique et culturelle à laquelle s’oppose une diversité frappante de paysages au relief tourmenté.

### Communes limitrophes
Les communes limitrophes sont  Argagnon, Balansun, Castillon, Hagetaubin, Lacq, Mesplède, Mont et Pomps.
| Mesplède, Balansun (par un quadripoint) | Hagetaubin      | Pomps     |
| Argagnon                                | Arthez-de-Béarn | Castillon |
| Mont                                    | Lacq            | Urdès     |

### Hydrographie

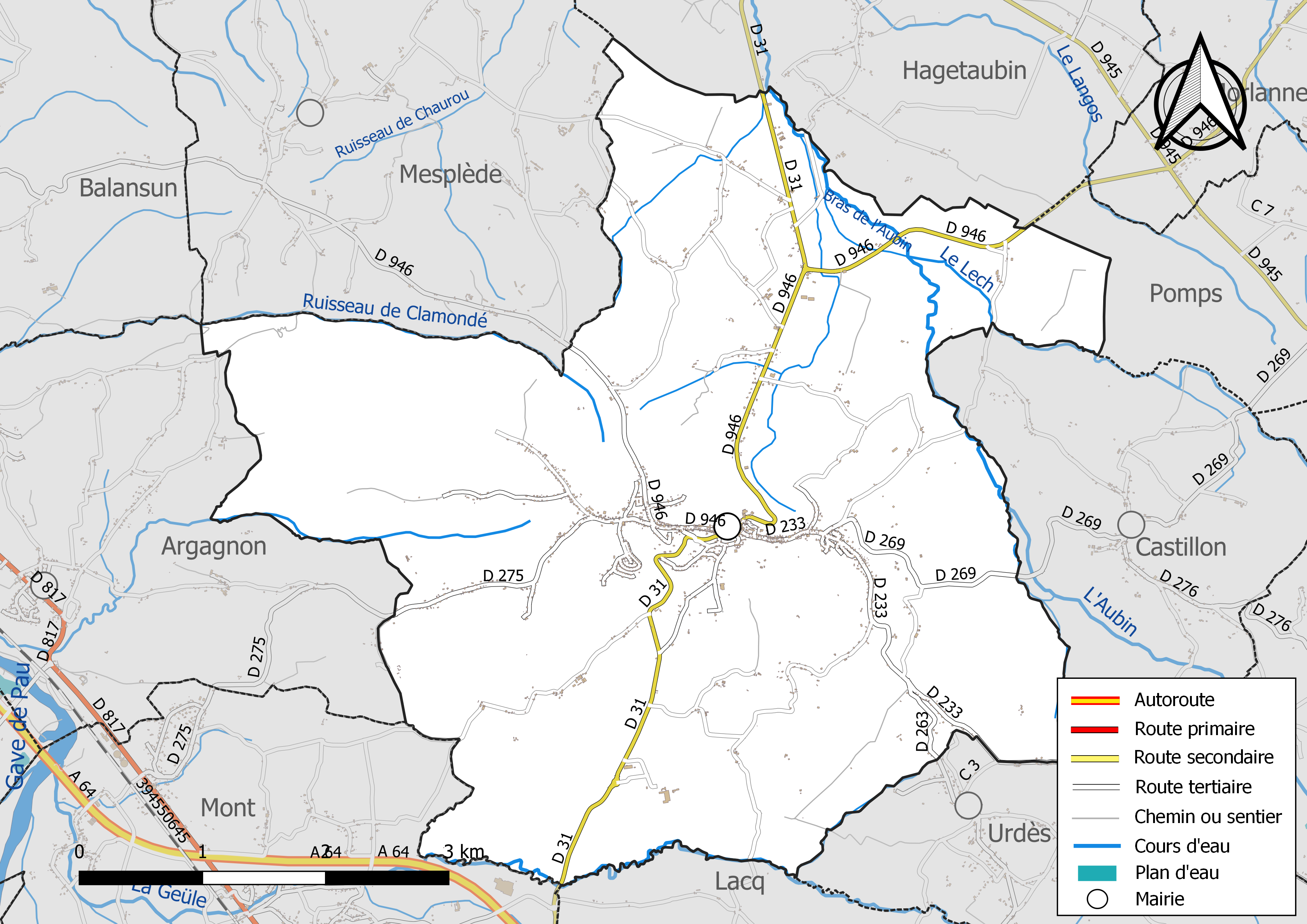
Réseaux hydrographique et routier d'Arthez-de-Béarn.

La commune est drainée par la Geüle, l'Aubin, le Lech, le ruisseau de Clamondé, un bras de l'Aubin, un bras du Ruisseau l'Aubin, et par divers petits cours d'eau, constituant un réseau hydrographique de 20 km de longueur totale,.
La Geüle, d'une longueur totale de 21,2 km, prend sa source dans la commune de Denguin et s'écoule d'est en ouest. Elle traverse la commune et se jette dans le gave de Pau à Mont, après avoir traversé 9 communes.
L'Aubin, d'une longueur totale de 22,5 km, prend sa source dans la commune de Cescau et s'écoule du sud-est vers le nord-ouest. Il traverse la commune et se jette dans le Luy du Béarn à Lacadée, après avoir traversé 9 communes.

### Climat
Pour des articles plus généraux, voir Climat de la Nouvelle-Aquitaine et Climat des Pyrénées-Atlantiques.
Historiquement, la commune est exposée à un climat de montagne.  
En 2020, Météo-France publie une typologie des climats de la France métropolitaine dans laquelle la commune est toujours exposée à un climat de montagne et est dans la région climatique Pyrénées atlantiques, caractérisée par une pluviométrie élevée (>1 200 mm/an) en toutes saisons, des hivers très doux (7,5 °C en plaine) et des vents faibles.
Pour la période 1971-2000, la température annuelle moyenne est de 13,2 °C, avec une amplitude thermique annuelle de 13,9 °C. Le cumul annuel moyen de précipitations est de 1 174 mm, avec 11,9 jours de précipitations en janvier et 8 jours en juillet. Pour la période 1991-2020, la température moyenne annuelle observée sur la station météorologique la plus proche, située sur la commune de Pomps à 7 km à vol d'oiseau, est de 14,1 °C et le cumul annuel moyen de précipitations est de 1 062,2 mm,. Pour l'avenir, les paramètres climatiques de la commune estimés pour 2050 selon différents scénarios d’émission de gaz à effet de serre sont consultables sur un site dédié publié par Météo-France en novembre 2022.

### Milieux naturels et biodiversité
Le val de Leyre et du Clamondé est un site naturel remarquable géré par le conservatoire d'espaces naturels d'Aquitaine depuis 2004. Situé en bordure du ruisseau du même nom, au cœur d'un paysage bocager, ce vallon regroupe des milieux humides de grande qualité abritant des espèces rares et protégées. Classé site prioritaire au niveau régional ce site renferme de véritables trésors écologiques.

## Urbanisme

### Typologie
Au 1er janvier 2024, Arthez-de-Béarn est catégorisée commune rurale à habitat dispersé, selon la nouvelle grille communale de densité à sept niveaux définie par l'Insee en 2022.
Elle est située hors unité urbaine. Par ailleurs la commune fait partie de l'aire d'attraction de Pau, dont elle est une commune de la couronne,. Cette aire, qui regroupe 227 communes, est catégorisée dans les aires de 200 000 à moins de 700 000 habitants,.

### Occupation des sols

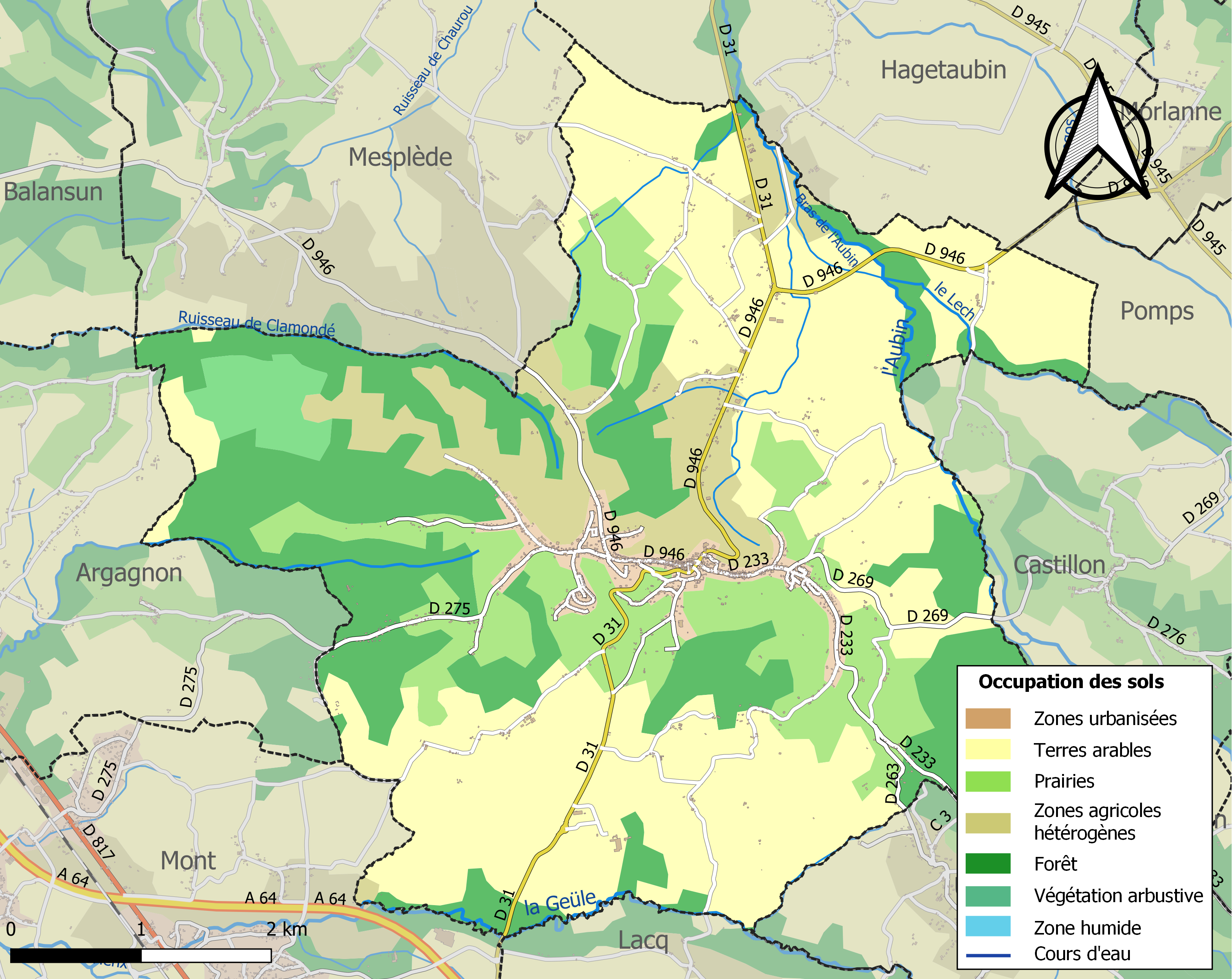
Carte des infrastructures et de l'occupation des sols de la commune en 2018 (CLC).

L'occupation des sols de la commune, telle qu'elle ressort de la base de données européenne d’occupation biophysique des sols Corine Land Cover (CLC), est marquée par l'importance des territoires agricoles (69,6 % en 2018), une proportion sensiblement équivalente à celle de 1990 (69,5 %). La répartition détaillée en 2018 est la suivante : 
terres arables (43,4 %), forêts (25,1 %), prairies (16,5 %), zones agricoles hétérogènes (9,7 %), zones urbanisées (3,1 %), milieux à végétation arbustive et/ou herbacée (2,1 %). L'évolution de l’occupation des sols de la commune et de ses infrastructures peut être observée sur les différentes représentations cartographiques du territoire : la carte de Cassini (XVIIIe siècle), la carte d'état-major (1820-1866) et les cartes ou photos aériennes de l'IGN pour la période actuelle (1950 à aujourd'hui).

### Lieux-dits et hameaux
- Aman[6]
- Andreou[6],[23]
- Arnaut[6]
- Arnautas[6]
- Arrac[23],[6]
- Arrioutet[6]
- Arrouzette[6]
- Aulet[6],[23]
- Baleich[6]
- Bareillat[6]
- Bareille[6]
- Bascou[6]
- Bénédit[6]
- Bénicet[6]
- Bergoué[23],[6]
- Blaise[6]
- Bourdalat[6]
- Bourdet[6],[23]
- Cagnez[23],[6]
- Canarde[23],[6]
- Cantegrit[6]
- Caoussio[6]
- Carrère (deux lieux-dits)[6]
- Cassouret[6]
- Castetbieilh[23]
- Castillon (la Côte de - 213 mètres)[6]
- Caubin[23],[6]
- Chardy[6]
- Le Chin[6]
- au Chour[6]
- La Cité[6]
- Conget[6],[23]
- Conte[6]
- Coude[6]
- Cournet[6]
- Dadé (le bois de)[6]
- David[6]
- Denis[6]
- Dizevange[6]
- Domenyou[6]
- Esmérat[6],[23]
- Falot[6]
- le Fourc[6]
- Gabarou[6]
- Gabriel[6]
- Guichot[6]
- Heuga[6]
- Hourcade[6]
- Juren[6],[23]
- Labat[6]
- Labie[6]
- Labourdette[6]
- Lacabanne[6]
- Lalanne (deux lieux-dits)[6]
- Lamaysouette[6]
- Lannot[6]
- Laroumé[6]
- Larquier[6]
- Lassalle[6]
- Lauqué[6]
- Lavigne[6]
- Lescaille[6]
- Lesquiré[6]
- Lestanguet[6]
- Lestellou[6]
- Leyre (le bois de)[6],[23]
- Loustau[6]
- Machefer[6]
- Manescau[6]
- Manibart (ruines)[6]
- Maussale[6]
- Ménautou[6]
- Mercier[6]
- Michel[6]
- Mondi[6]
- Moulias[6]
- Mouret[6]
- Naury[6]
- Église de Nhaux[6]
- Nhaux[23],[6]
- La Pascaline[6]
- Patique[6]
- Paubian[6]
- Payot[6]
- Pérès[6]
- Perrin[6]
- La Peyre[6]
- Peyret[23],[6]
- Piquebert[6]
- Planté[6]
- Portecény[6]
- Pouricq[6]
- Pourquet[6],[23]
- Puyet[6]
- Saubagnou[6]
- Talabot[6],[23]
- Tirou[6]
- Tisnérou[6]
- Tounet[6]
- La Triture[6]
- Turenne[6]

La grande majorité de ces toponymes est issue de l'idiome local : l'occitan dans sa forme béarnaise.

### Voies de communication et transports
La commune est desservie par les routes départementales D 31, D 233, D 269, D 275 et D 946.

### Risques majeurs
Le territoire de la commune d'Arthez-de-Béarn est vulnérable à différents aléas naturels : météorologiques (tempête, orage, neige, grand froid, canicule ou sécheresse) et séisme (sismicité modérée). Il est également exposé à un risque technologique,  le transport de matières dangereuses, et à un risque particulier : le risque de radon. Un site publié par le BRGM permet d'évaluer simplement et rapidement les risques d'un bien localisé soit par son adresse soit par le numéro de sa parcelle.

#### Risques naturels

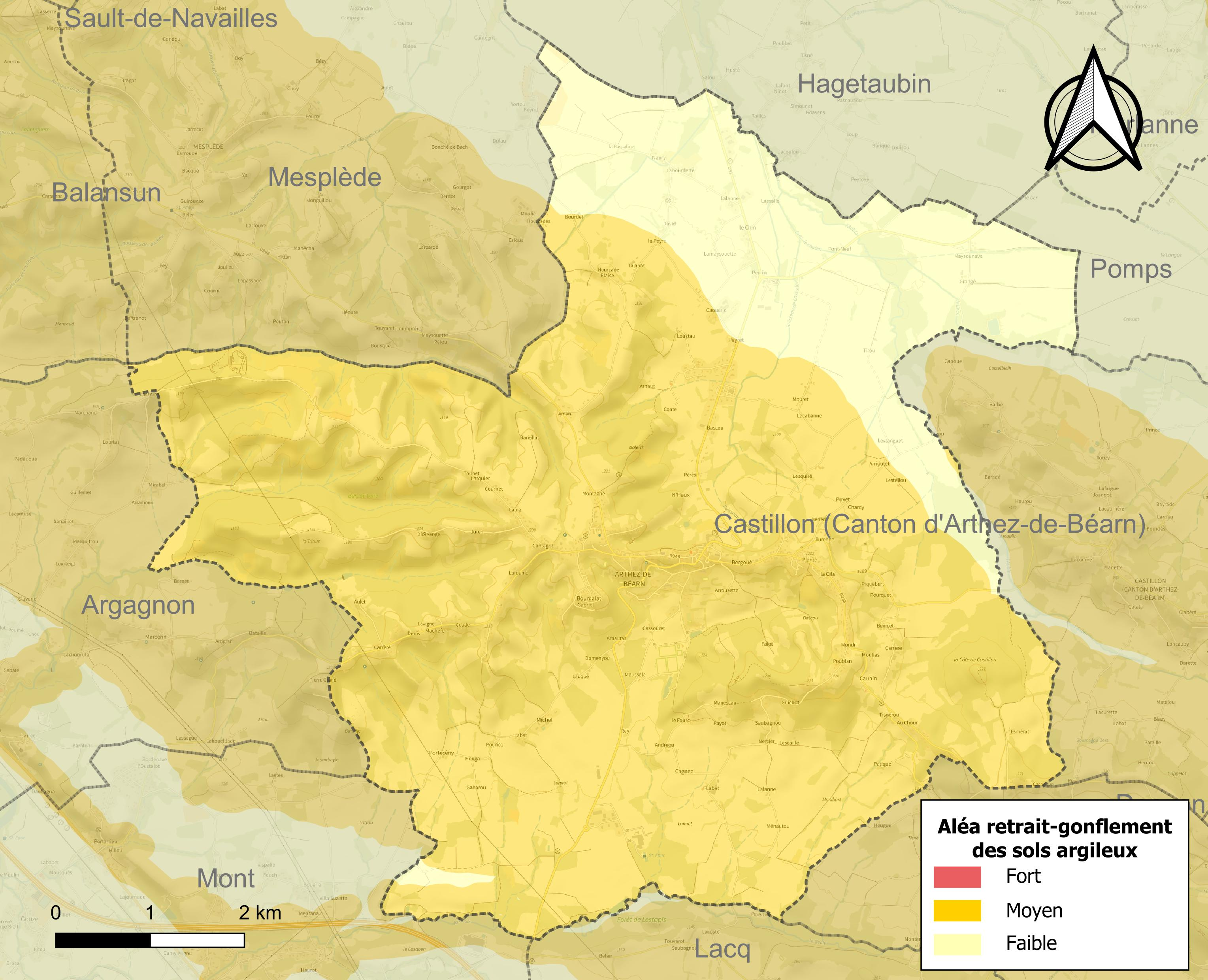
Carte des zones d'aléa retrait-gonflement des sols argileux d'Arthez-de-Béarn.

Le retrait-gonflement des sols argileux est susceptible d'engendrer des dommages importants aux bâtiments en cas d’alternance de périodes de sécheresse et de pluie. 80,4 % de la superficie communale est en aléa moyen ou fort (59 % au niveau départemental et 48,5 % au niveau national). Depuis le 1er octobre 2020, en application de la loi ELAN, différentes contraintes s'imposent aux vendeurs, maîtres d'ouvrages ou constructeurs de biens situés dans une zone classée en aléa moyen ou fort,.
La commune a été reconnue en état de catastrophe naturelle au titre des dommages causés par les inondations et coulées de boue survenues en 1982, 1983, 1992 et 2009.

#### Risque particulier
Dans plusieurs parties du territoire national, le radon, accumulé dans certains logements ou autres locaux, peut constituer une source significative d’exposition de la population aux rayonnements ionisants. Selon la classification de 2018, la commune d'Arthez-de-Béarn est classée en zone 2, à savoir zone à potentiel radon faible mais sur lesquelles des facteurs géologiques particuliers peuvent faciliter le transfert du radon vers les bâtiments.

## Toponymie
Le toponyme Arthez apparaît sous les formes 
Artes (1220, titres de l'ordre de Saint-Jean de Jérusalem), 
Artesium (1305, titres de Béarn), 
Arthes (1345, notaires de Pardies), 
Arthees (1385, censier de Béarn), 
Ercies, Erciel, Hereciel et Harciel (XIVe pour ces quatre formes, Jean Froissart, livre IV) et 
'Arthes sur la carte de Cassini (fin XVIIIe siècle).
Son nom béarnais est Artés. Michel Grosclaude indique que le toponyme Arthez pourrait être formé du radical méditerranéen arte (« chêne vert » puis « broussailles »), et du suffixe collectif basque -etz. Il propose donc le sens « végétation de broussaille ».
Andreou désigne une ferme que le dictionnaire de Paul Raymond signale en 1863 sous le terme de Turon d’Andreu. Le même dictionnaire mentionne le hameau Ariteigt.
Le toponyme Arrac est mentionné en 1376 (montre militaire de Béarn) ainsi que sous la forme Arracq en 1863.
Aulet est une ferme déjà citée en 1385 (censier de Béarn) sous le nom d'Aulher.
Le Bédat et Bergoué sont des hameaux signalés en 1863 par le dictionnaire topographique Béarn-Pays basque.
Bourdet désigne un écart d’Arthez, qui apparait sous la graphie le Turon de Bourdé dans le dictionnaire de 1863.
Cacareigt (voir plus bas la houn de Cacareigt dans la section Patrimoine environnemental) était, en 1863, un hameau d’Arthez, tout comme Canarde.
Le toponyme Cagnez apparaît sous les formes 
Aucagnes (1683, réformation de Béarn) et 
Le Cagnès (1777, terrier d'Arthez).
Le toponyme Castetbieilh apparaît sous les formes 
Catetebiel et Castegbielh (respectivement 1220 et 1372, titres de l'ordre de Saint-Jean de Jérusalem) et 
Lo loc de Castet-bielh (1385, censier de Béarn).
Le toponyme Caubin apparaît sous les formes 
L'Espital de Calvi, Calvinus, Hospital de Caubii et Hospital de Calbino (respectivement XIIe siècle pour les deux premières formes, vers 1220 et 1344, titres de l'ordre de Saint-Jean de Jérusalem) et 
Sente-Marie de Caubii (1376, montre militaire de Béarn, montre militaire de Béarn).
Causa et Conget sont des fermes d’Arthes déjà mentionnées en 1863 par le dictionnaire topographique Béan-Pays basque, tout comme la ferme Douances.
Le même dictionnaire indique les hameaux de Curjerou, d’Eslous et d’Esmérat, ainsi que le bois de Formalagué.
La ferme Domec est mentionnée en 1385 par le censier de Béarn.
Selon Paul Raymond (1863), le nom chemin des Frays provient d’un ancien couvent d’Augustins.
Le Grangé était en 1863, une ferme d’Arthez et Guière, un hameau de la commune.
Juren est un hydronyme et un toponyme. Le censier de Béarn mentionne en 1385 l’ostau de Juren.
Le bois de Leyre fait l’objet d’une référence dans le dictionnaire de 1863, tout comme les hameaux Leitoure, Libérex, le Massou et les Mouraneus.
Man est une ferme citée par Paul Raymond en 1863, tout comme le hameau le Mesquit.
Le hameau la Marquitte est mentionné en 1780 dans le terrier de Castetbieilh
Le toponyme Nhaux apparaît sous les formes 
Anhaus et Ynhaus (1376, montre militaire de Béarn, montre militaire de Béarn).
Le toponyme Peyret est mentionné en 1536 (réformation de Béarn).
Pourquet était un hameau d’Arthez, cité sous la graphie les Pourquets dans le dictionnaire de 1863. Le même dictionnaire mentionne la ferme le Sabi.
Saint-Cricq était une ferme de la commune, indiquée par le dictionnaire de 1863, tout comme le hameau Saramia.
Talabot est une ferme qui apparaît dans le même dictionnaire.
Le Turon des Maures était une redoute qu’en 1777, le terrier d’Arthez signalait sous la graphie le Touron des Moures.

## Histoire
La ville se développa autour du couvent des Augustins. Arthez de Béarn était une place forte au Moyen Âge (on peut encore voir les traces des remparts, surplombés par la place de l'église). Le village faisait partie du réseau de fortifications du Béarn (voir Gaston Fébus).
Les Guerres de Religion firent disparaître les églises de Notre-Dame et de la Trinité, le temple protestant lui-même n'est qu'un souvenir.
En 1385, Arthez dépendait du bailliage de Pau et la seigneurie appartenait à la maison de Gramont. La commune était le chef-lieu d'une notairie comprenant Arracq, Cagnez, Castetbieilh (qui dépendait de la commanderie hospitalière de Caubin et Morlàas), Caubin, Marcerin, Mesplède, N'haux et Urdès.
La dernière héritière de cette baronnie sera Diane d'Andoins dite "Corisande", maîtresse et inspiratrice dans sa marche vers le trône d'Henri de Navarre, bientôt Henri IV.
En 1790, le canton d'Arthez-de-Béarn comprenait les mêmes communes qu'actuellement à l'exception d'Argagnon, Labeyrie, Lacq et Lacadée.

## Politique et administration

### Liste des maires
| Période | Période  | Identité                | Étiquette   | Qualité                        |
| ------- | -------- | ----------------------- | ----------- | ------------------------------ |
| 1959    | 1989     | Dr Pierre Maison        | DVG         |                                |
| 1989    | 1995     | Claude Vignau           |             | Cadre SNPA                     |
| 1995    | 2001     | Dr Léon Costedoat       | UDF Radical | Conseiller général (1979-1998) |
| 2001    | 2020     | Philippe Garcia         | PS          | Conseiller général (1998-2015) |
| 2020    | En cours | Jean-Pierre Escouteloup |             | Artisan                        |

### Intercommunalité
Arthez-de-Béarn appartient à trois structures intercommunales :
- la communauté de communes de Lacq-Orthez ;
- le syndicat eau et assainissement des Trois Cantons ;
- le syndicat intercommunal d'Arthez-de-Béarn.

La commune est le siège du syndicat intercommunal d'Arthez-de-Béarn.

### Jumelages
Au 12 mars 2012, Arthez-de-Béarn est jumelée avec :
- Biescas (Espagne) depuis 1982[39] ;
- Bogen (Allemagne) depuis 1983[40] ;
- Olite (Espagne) depuis 1997[39].

## Population et société

### Démographie
Le nom des habitants est Arthéziens.
En 1385, Arthez comptait 255 feux.
L'évolution du nombre d'habitants est connue à travers les recensements de la population effectués dans la commune depuis 1793. Pour les communes de moins de 10 000 habitants, une enquête de recensement portant sur toute la population est réalisée tous les cinq ans, les populations de référence des années intermédiaires étant quant à elles estimées par interpolation ou extrapolation. Pour la commune, le premier recensement exhaustif entrant dans le cadre du nouveau dispositif a été réalisé en 2004.

En 2022, la commune comptait 1 829 habitants, en évolution de −2,45 % par rapport à 2016 (Pyrénées-Atlantiques : +3,78 %, France hors Mayotte : +2,11 %).
| 1793  | 1800  | 1806  | 1821  | 1831  | 1836  | 1841  | 1846  | 1851  |
| ----- | ----- | ----- | ----- | ----- | ----- | ----- | ----- | ----- |
| 1 400 | 1 417 | 1 770 | 1 340 | 1 569 | 1 650 | 1 731 | 1 742 | 1 692 |

| 1856  | 1861  | 1866  | 1872  | 1876  | 1881  | 1886  | 1891  | 1896  |
| ----- | ----- | ----- | ----- | ----- | ----- | ----- | ----- | ----- |
| 1 600 | 1 536 | 1 467 | 1 427 | 1 409 | 1 374 | 1 408 | 1 384 | 1 213 |

| 1901  | 1906  | 1911  | 1921  | 1926  | 1931  | 1936 | 1946 | 1954 |
| ----- | ----- | ----- | ----- | ----- | ----- | ---- | ---- | ---- |
| 1 245 | 1 274 | 1 217 | 1 120 | 1 048 | 1 037 | 953  | 968  | 881  |

| 1962  | 1968  | 1975  | 1982  | 1990  | 1999  | 2004  | 2006  | 2009  |
| ----- | ----- | ----- | ----- | ----- | ----- | ----- | ----- | ----- |
| 1 218 | 1 399 | 1 529 | 1 546 | 1 640 | 1 579 | 1 594 | 1 616 | 1 759 |

| 2014  | 2019  | 2022  | - | - | - | - | - | - |
| ----- | ----- | ----- | - | - | - | - | - | - |
| 1 842 | 1 835 | 1 829 | - | - | - | - | - | - |

### Enseignement
Arthez-de-Béarn dispose de deux écoles primaires, l'une laïque et l'autre privée (école Saint-Joseph) et d'un collège (collège Corisande-d'Andoins).
Une école de musique est également présente à Arthez ainsi qu'une école des jeunes sapeurs pompiers.

## Économie
Arthez recense 28 exploitations agricoles.

## Culture locale et patrimoine

### Lieux et monuments

#### Patrimoine civil

##### Fontaines et puits

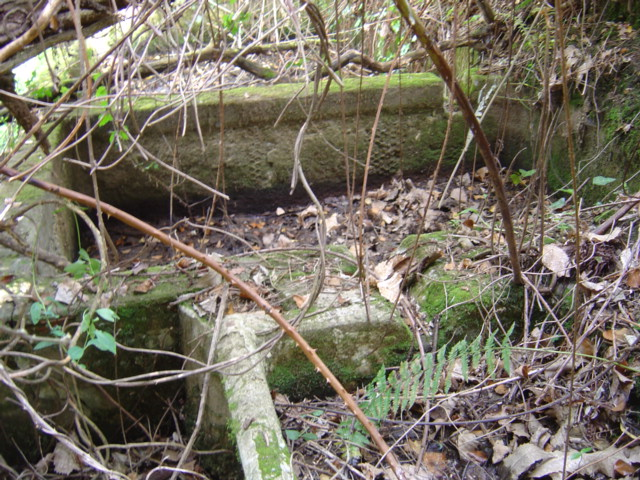
Les lavoirs de la houn de Caubin.

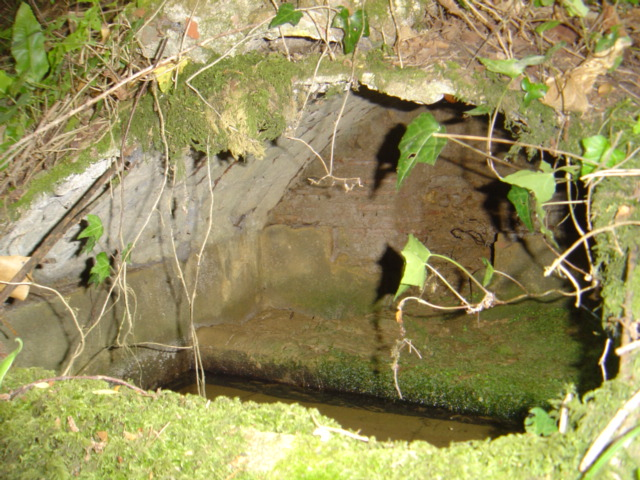
Le réservoir de la houn de Caubin.

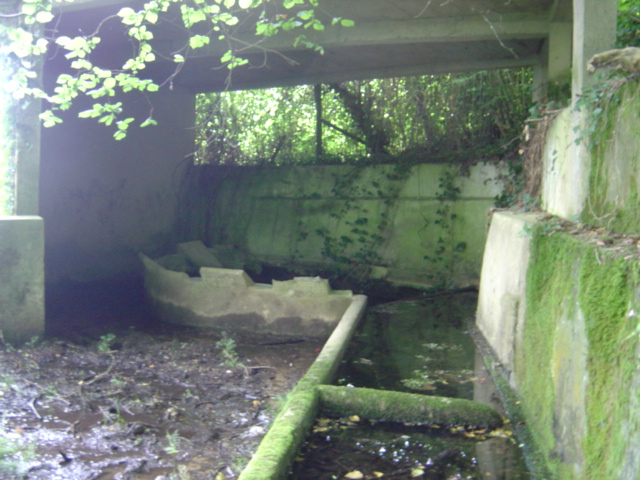
La houn du Hau, le lavoir circulaire

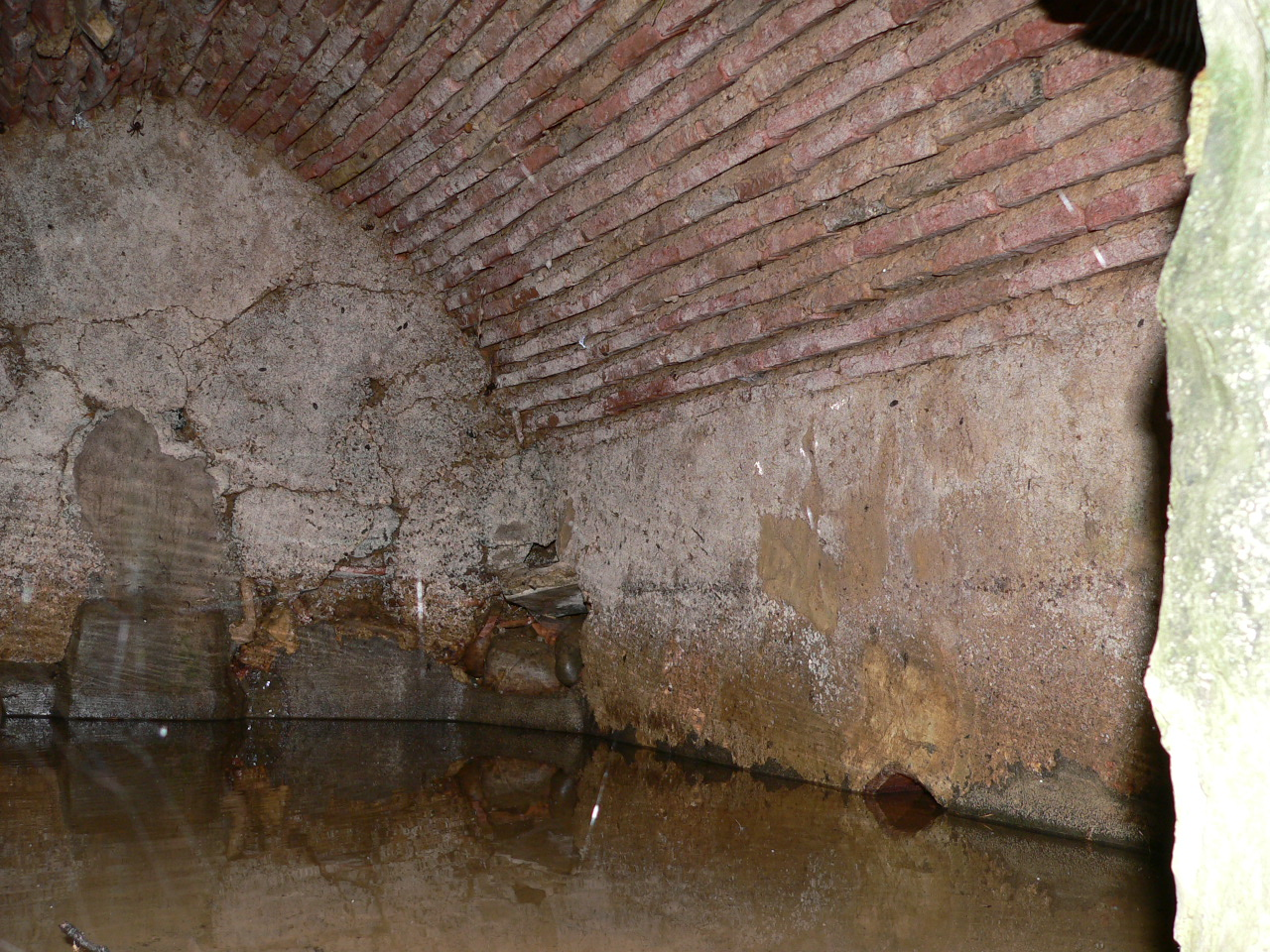
Le réservoir de la houn Grôsse.

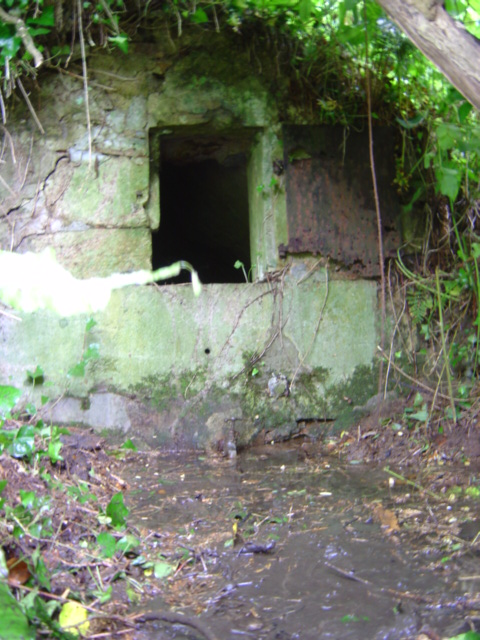
La façade et le robinet de la houn d'Arget.

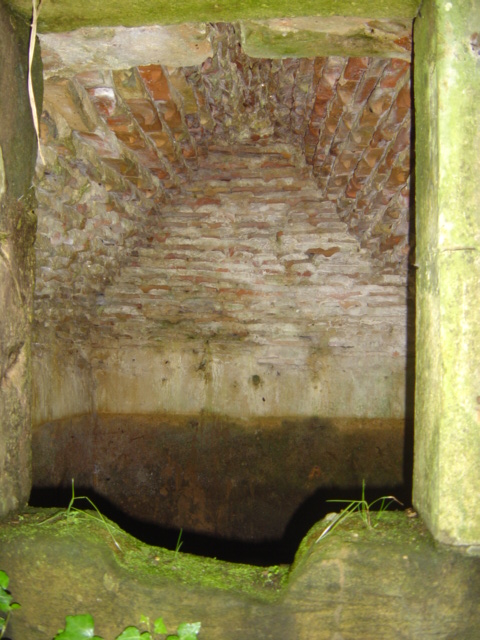
Le réservoir de la houn de Pau.

Si on considère la position topographique d'Arthez-de-Béarn, c'est certainement grâce à la présence de nombreuses sources sur ses hauteurs que le village a pu se développer dès le Moyen Âge. Jusque dans les années 1950 l'eau n'arrivait pas encore au robinet dans les maisons. Aujourd'hui ensablées, perdues sous les ronces et oubliées, qu'elles soient des fontaines aménagées par les anciens ou seulement des bonnes sources naturelles connues et utilisées, elles portent le même nom en béarnais (forme locale de l'occitan) la houn. Certaines sont assorties de lavoirs et/ou d'abreuvoirs ; elles pouvaient être abritées par des auvents en bois.
Il y a huit anciennes fontaines publiques aménagées (classées d'est en ouest) :
- la houn de Caubin

Situé à côté de la chapelle de Caubin, tout le site est recouvert par les ronces, comprenant plusieurs bassins, lavoirs et abreuvoir. La citerne de captage de la source est un ouvrage qui fut réparé avec une petite voûte en béton armé, en partie brisée. Le réservoir est rempli de vase mais on peut apercevoir à l'intérieur un soubassement assez ancien fait avec la même pierre jaune que l'on retrouve sur le haut de murs de la chapelle, utilisée lors de sa première restauration après les guerres de Religion ;
- la houn dou Hau (quartier Bergoué versant nord)

Avec un abreuvoir et un lavoir circulaire. La partie du lavoir est couverte par une dalle en béton de construction récente, circulaire avec des planches à laver en pierres de taille. La  citerne de captage, voûte plein cintre, est un ouvrage de construction assez ancienne et traditionnelle soignée, de même type que la plupart des autres fontaines énumérées ici, c’est-à-dire, un soubassement, en vieilles pierres taillées, faisant office de réservoir, coiffé d'une voûte maçonnée en tuilons assemblés au mortier de chaux. L'ouvrage est, la plupart du temps, encastré dans le talus d'une part, et d'autre part terminé par un pignon de façade en pierres avec le robinet public, au-dessus duquel se trouve une petite porte de visite du réservoir ;
- la houn de Cacareigt (quartier Bergoué versant sud)

Elle se caractérise par plusieurs bassins en escalier et une grande citerne refaite en béton au XXe siècle. Elle est toujours accessible, et située à proximité de la porte de Donis, sur le bord du chemin un peu en contrebas du presbytère. À l'origine, il n'y avait pas de lavoir, seulement des abreuvoirs. Leur usage fut autrefois un sujet de discorde puisque l'ouvrage est encastré dans le talus d'un terrain privé, d'où provient la source ;
- la houn Grôsse

Elle possède des lavoirs, mais pas d'abreuvoir. Elle est située derrière la mairie, sur le chemin de ronde historique, totalement ensablée, de construction ancienne et traditionnelle soignée, avec une voûte en ogive surbaissée, seule la partie haute de la citerne émergeant encore du sol. Il en est de même pour les lavoirs situés de l'autre côté du chemin ;
- la houn d'Arget

Elle ne présente ni lavoir ni abreuvoir. Elle est située derrière l'ancien temple (antérieurement couvent des Augustins), en contrebas du chemin de ronde, complètement perdue sous les ronces et envasée à hauteur du robinet. De construction fort ancienne et traditionnelle soignée, la voûte interne du réservoir est très particulière, en forme d'ogive lancéolée fortement accentuée, bombée en fer à cheval à la base et inversée au sommet. Les premiers vers d'un poème malicieux composé autrefois par une Arthézienne lors d'une "espérouquère" de quartier rappellent que :
« Cette fontaine s'appelle Arget, Elle est bordée de deux petits prés, Ils sont un peu ombrageux... » ;
- la houn de Cantina

Elle ne possède pas de réservoir. La fontaine est publique, mais les lavoirs, que tout le monde utilisait librement, étaient situés de l'autre côté de la route, en contrebas, sur un terrain privé. La fontaine est toujours visible, située sur le bord de la départementale, dans la côte de Cantina, à l'entrée sud du village. Jusqu'au début des années 1970, en cas de coupure d'eau persistante, les Arthéziens venaient s'y approvisionner ;
- la houn de Pau

Elle est située au quartier le Bourdalat, un peu à l'écart, entre le croisement de la route de Mesplède et le chemin du Canaillou. Elle possède un lavoir autrefois couvert par un auvent sommaire, mais pas d'abreuvoir. La citerne est de construction ancienne et traditionnelle soignée, avec une voûte en pyramide ;
- la houn dous Cagots

Elle est située au quartier le Bourdalat derrière la gendarmerie. Elle est la plus ancienne de toutes les fontaines, répertoriée pour sa valeur historique. Le livre terrier de 1777 mentionne la hon deus cagots et curieusement le cadastre napoléonien de 1814 la fontaine du Cagot comme s'il n'en restait alors plus qu'un seul. Tout le site est ensablé, le sol étant aujourd'hui à raz le bord du double bassin primitif. Divisée aux deux tiers, un tiers, seul le plus grand, celui de gauche, subsiste. En face, la citerne de captage de la source a totalement été enfouie, seul le linteau de l'ouvrage est à peine visible. À côté, les bassins du lavoir, plus récents et autrefois couverts par un bel ouvrage de charpente traditionnelle, sont également enfouis, seule la planche à laver émergeant encore du sol. Cette fontaine est mentionnée en 1863, dans le dictionnaire topographique Béarn-Pays basque, sous la graphie la fontaine du Cagot. Le terriez d'Arthez indique, quant à lui, en 1777, la hon deus Cagots.
Quelques sources naturelles d'usage populaire :
- la houn de Coudole ;
- la houn de Counte (quartier N'haux) ;
- la houn de Guichot (à Canarde) ;
- la houn de Lagourgue (à Baleix) ;
- la houn dou Mount (haut de Puyet - abreuvoirs) ;
- la houn dou Palouquè ;
- la houn de Pérès (se jette dans un ruisseau nommé "Hasa dou Bascou") ;
- la houn de Pénégre (principale source du Bourdet, affluent de l'Aubin dans la plaine de N'haux) ;
- la houn de Peyroulet (fontaine naturelle) ;
- la houn dous arrousès ;
- la houn dou Roy.

Cette dernière doit son nom à une légende. Ce serait l'endroit où la garde du roi faisait s'abreuver les chevaux lors des parties de chasse. Un peu à l'écart du Cami-Salié originel (chemin du sel protohistorique), elle se situe à l'extrême sud d'Arthez-de-Béarn, sur une parcelle aujourd'hui du site du bassin d'écrêtage des crues de la Geüle. À noter que la source fut captée (ainsi que celle du Palouquè) dans les années 1950 pour la construction du premier réseau d'adduction d'eau courante à Arthez-de-Béarn. Depuis lors, l'eau arrive au robinet dans les habitations. Un ouvrier qui participa à la construction de l'ouvrage aujourd'hui démoli, affirmait que l'exsurgence y était si large et si abondante, que seule une petite partie fut réellement captée. En effet, le savoir populaire enseigne que la Geüle toute proche où se jette la source du roy, n'a jamais connu de sècheresse complète en aval de cet endroit. Une autre particularité vient de la dialectique locale ancestrale qui rapporte avec précision la houn dou roy et non pas rey ce qui devrait être, pourtant, la traduction exacte du mot roi.
Il existe également quatre anciens puits publics, tous condamnés, sur l'axe de la carrère :
- le vieux puits du centre, sur la place de la Mairie, qui n'a jamais été vu en service ;
- le puits du Bourdalat, à proximité de la porte des Augustins ;
- le puits du Palais, au coin de la place des Ormeaux, fonctionnel jusque dans les années 1980.
- le puits du Bergoué, en face la maison Lamigou sur le bord de la route (recouvert par le bitume).

#### Patrimoine religieux
L'église Saint-Étienne date de 1887, elle a emprunté au château disparu un clocher-tour du XIIe siècle.
Cagnés ou N'Haux, hameaux nichés dans les vallons, possèdent des chapelles romanes.

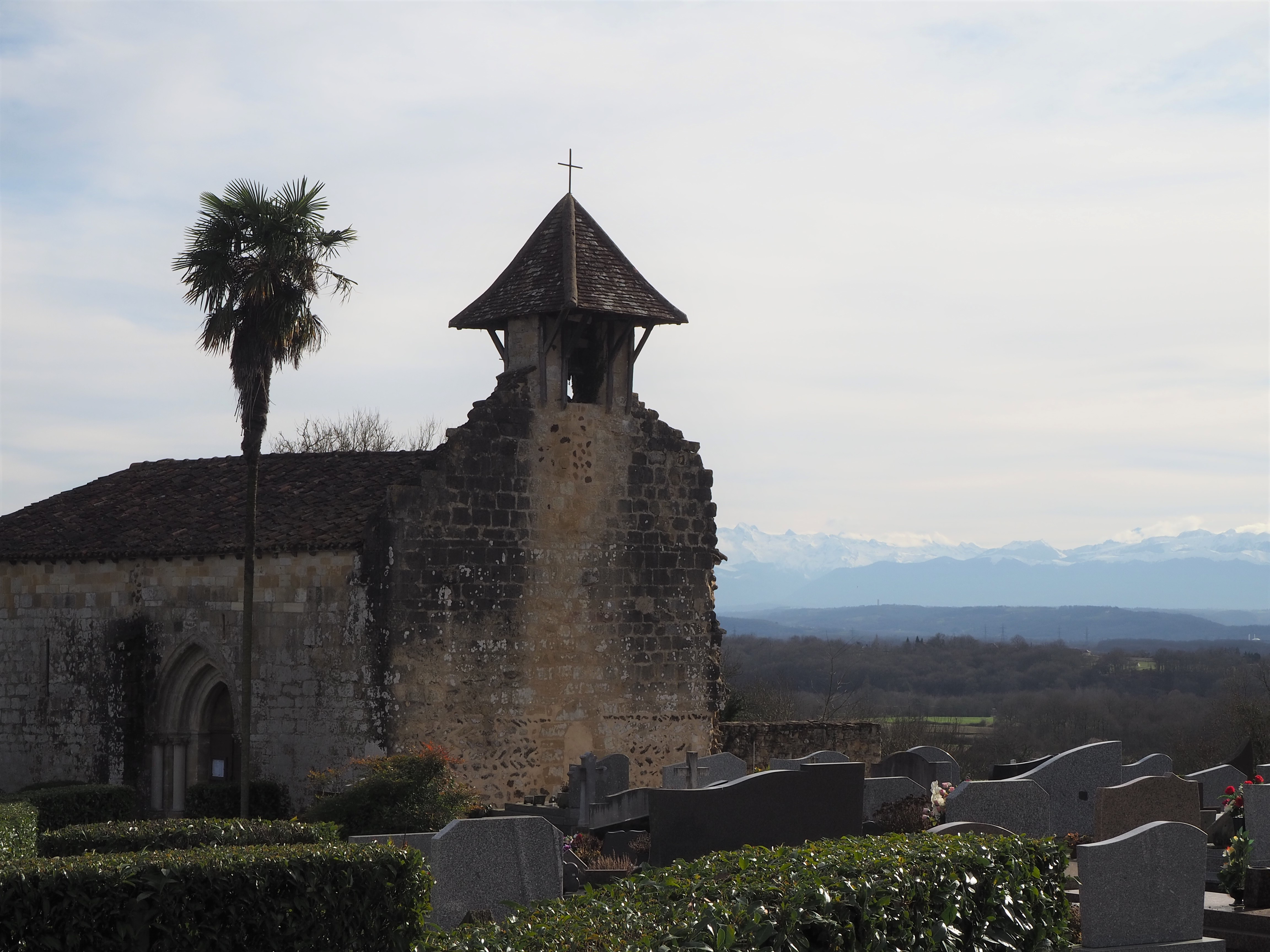
La chapelle de Caubin.

La chapelle de Caubin, issue de la commanderie de Caubin, arbore un chevet semi-circulaire, avec mur-fronton en vigie et un toit plat comme une passerelle. La chapelle est classée au titre des monuments historiques. Elle recèle un monument funéraire présumé de Guilhem Arnaud (baron d'Andoins mort en 1301), classé à titre d'objet et datant du début du XIVe siècle.
Face à la chapelle de Caubin, on peut voir un oratoire, construit selon la méthode traditionnelle en galets du gave reliés par du mortier.
La commune est située sur la via Podiensis du pèlerinage de Saint-Jacques-de-Compostelle.

### Personnalités liées à la commune
- Gédéon de Catalogne (1663-1729), officier des troupes de marine, arpenteur et cartographe en Nouvelle-France, fut baptisé à Arthez ;
- Roger Vandenberghe (1927-1952), sous-officier ayant servi notamment pendant la guerre d'Indochine ; il est confié à 8 ans à deux familles de paysans d'Arthez-en-Béarn, où il grandit jusqu'à son engagement dans la résistance;

### Héraldique
|  | Les armes d'Arthez-de-Béarn se blasonnent ainsi : D'or au lion rampant de sinople, qui est d'Andoins ; au chef cousu du même à trois pals de gueules, qui est de Foix. |